# Parishville
Parishville es un pueblo ubicado en el condado de St. Lawrence en el estado estadounidense de Nueva York. En el año 2000 tenía una población de 2,049 habitantes y una densidad poblacional de 8 personas por km².

## Geografía
Parishville se encuentra ubicado en las coordenadas 44°35′53″N 74°51′0″O / 44.59806, -74.85000.

## Demografía
Según la Oficina del Censo en 2000 los ingresos medios por hogar en la localidad eran de $32,210, y los ingresos medios por familia eran $37,981. Los hombres tenían unos ingresos medios de $30,842 frente a los $22,938 para las mujeres. La renta per cápita para la localidad era de $14,924. Alrededor del 10.7% de la población estaban por debajo del umbral de pobreza.